# Хруцький Сергій
Сергі́й Хру́цький  (нар. 2 серпня 1887 (?1885), село Кмічин, Царство Польське, Російська імперія, сьогодні гміна Лащув, Томашівський повіт, Люблінське воєводство, Польща — пом. 1954, СРСР) — український громадсько-церковний діяч часів ІІ Речі Посполитої, посол від Волині до польського Сейму першої (1922-27), другої (1928-30) і третьої (1930-35) каденцій, за фахом народний учитель.

## Біографія
Початкову освіту здобув в духовній семінарії в Холмі, яку закінчив в 1907 році. Подальше навчання продовжив у Історико-Філологічному Інституті в Санкт-Петербурзі (Росія). В 1911-15 роках працював викладачем латинської мови в школах Варшави. Під час І Світової Війни його було евакуйовано до Калуги, де обійняв посаду радника. В 1918 викладав у сільськогосподарській школі в Полтаві. В 1920-22 роках був арештований органами ЧК та ОГПУ, звільнений під тиском польської сторони. Після виїзду до Польщі працював в російській гімназії в Бресті-Литовському. Від 1925 року член УНДО і його Центрального Комітету. У 1928—1935 роках посол УНДО з т. зв. державної «листи». Діяч в православному Українському Церковному Комітеті (його член з 1927 р.), який домагався українізації Православної Церкви. З 1930 року член Передсоборового Зібрання Православної Церкви. Під час виборчої кампанії був арештований 31 жовтня 1930 р. в Томашівському повіті та доправлений до львівської в'язниці. Однак, скоро був звільнений, оскільки був обраний послом до Сейму ІІІ каденції. Виступав на захист прав церкви на православних у Польщі, будучи послом Сейму з цього приводу організував понад 80 інтерполяцій.
Після радянської агресії проти Польщі та подальшої окупації Галичини 1939 року був заарештований НКВС й вивезений до Казахстану. Подальша доля невідома.